# معبد ایتسوکوشیما
معبد ایتسوکوشیما (به ژاپنی: 厳島神社) یک معبد آئین شینتو است که در جزیره ایتسوکوشیما، در شهر هاتسوکاایچی، هیروشیما ژاپن قرار دارد.
بنای ابتدایی معبد به سده ۶ (میلادی) باز می‌گردد، اما معبد کنونی در سده ۱۲ (میلادی) به شکل کنونی‌اش ساخته شده است.
این معبد در فهرست میراث جهانی یونسکو جای دارد.

## نگارخانه

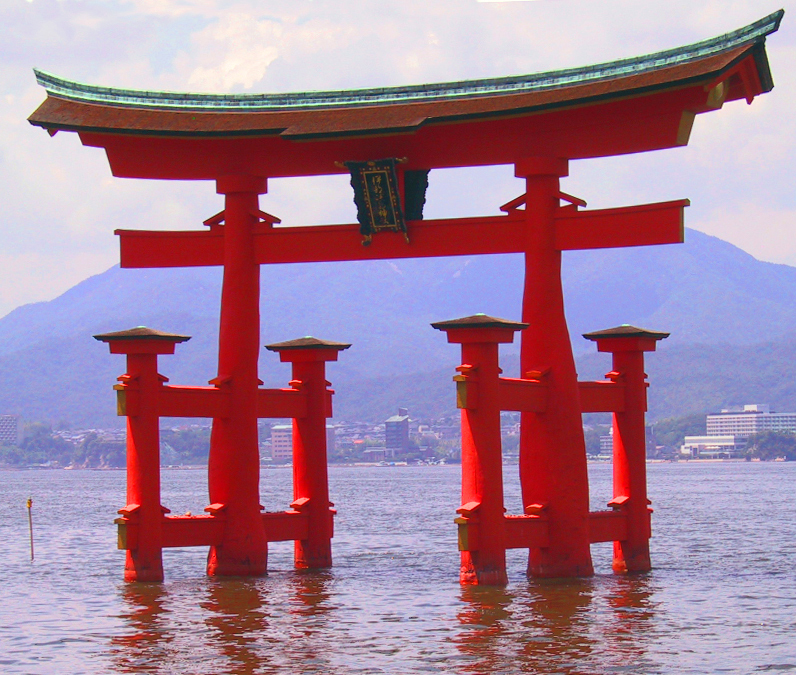
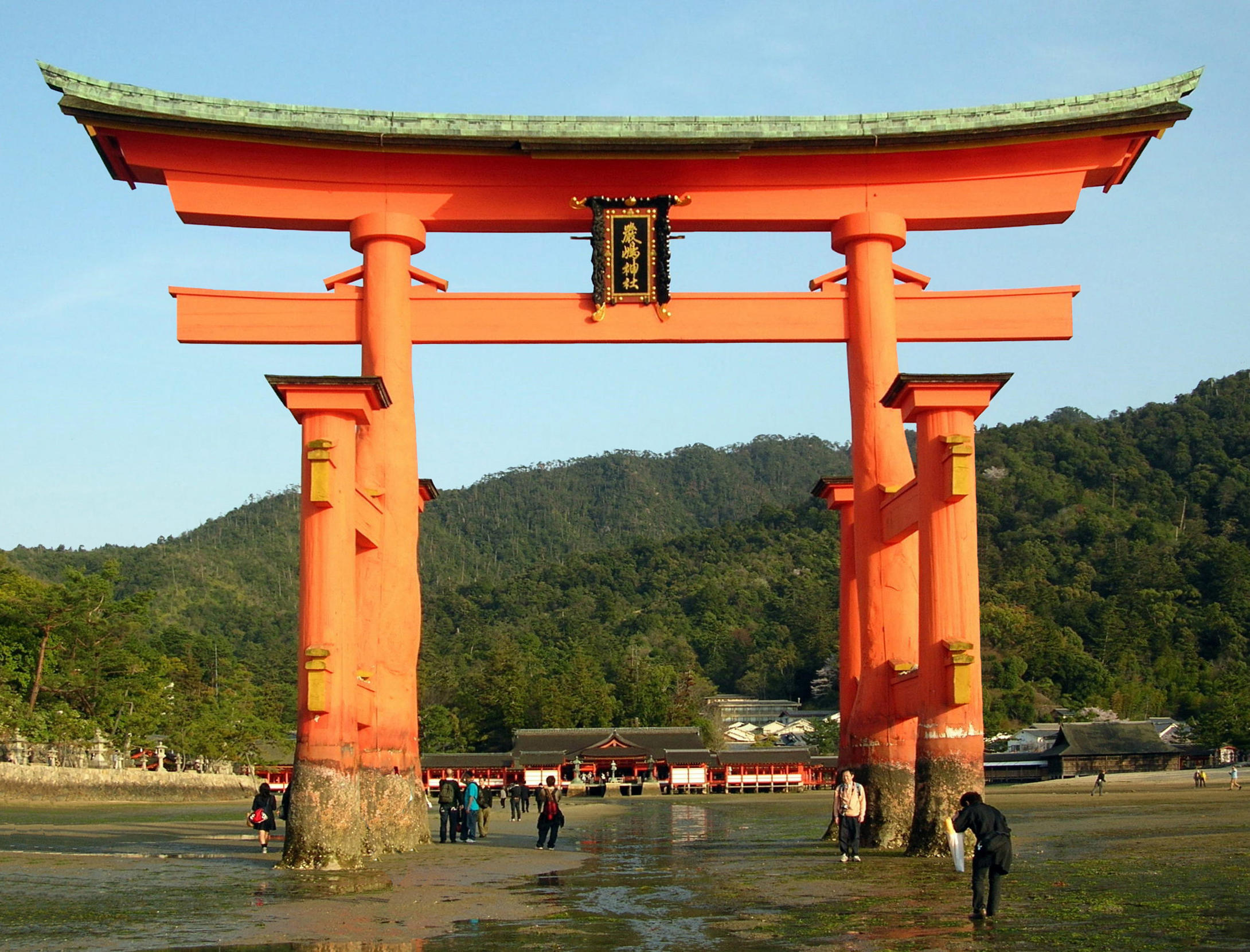
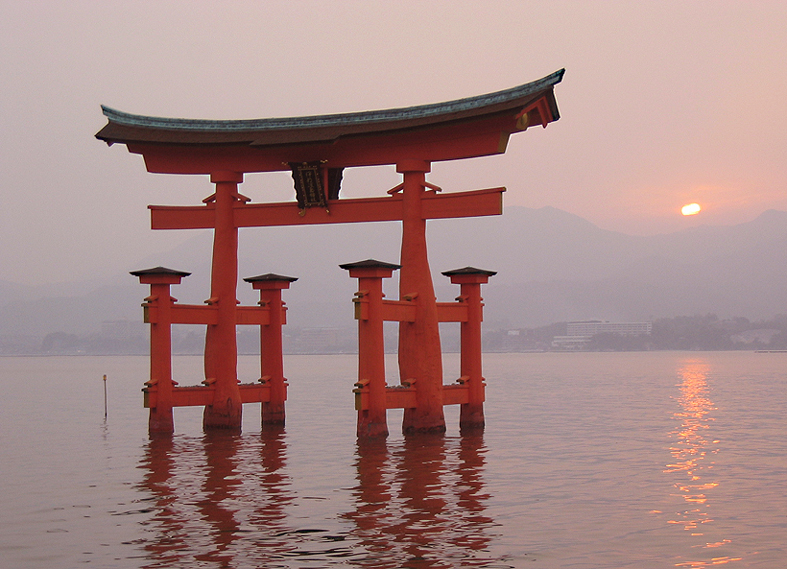
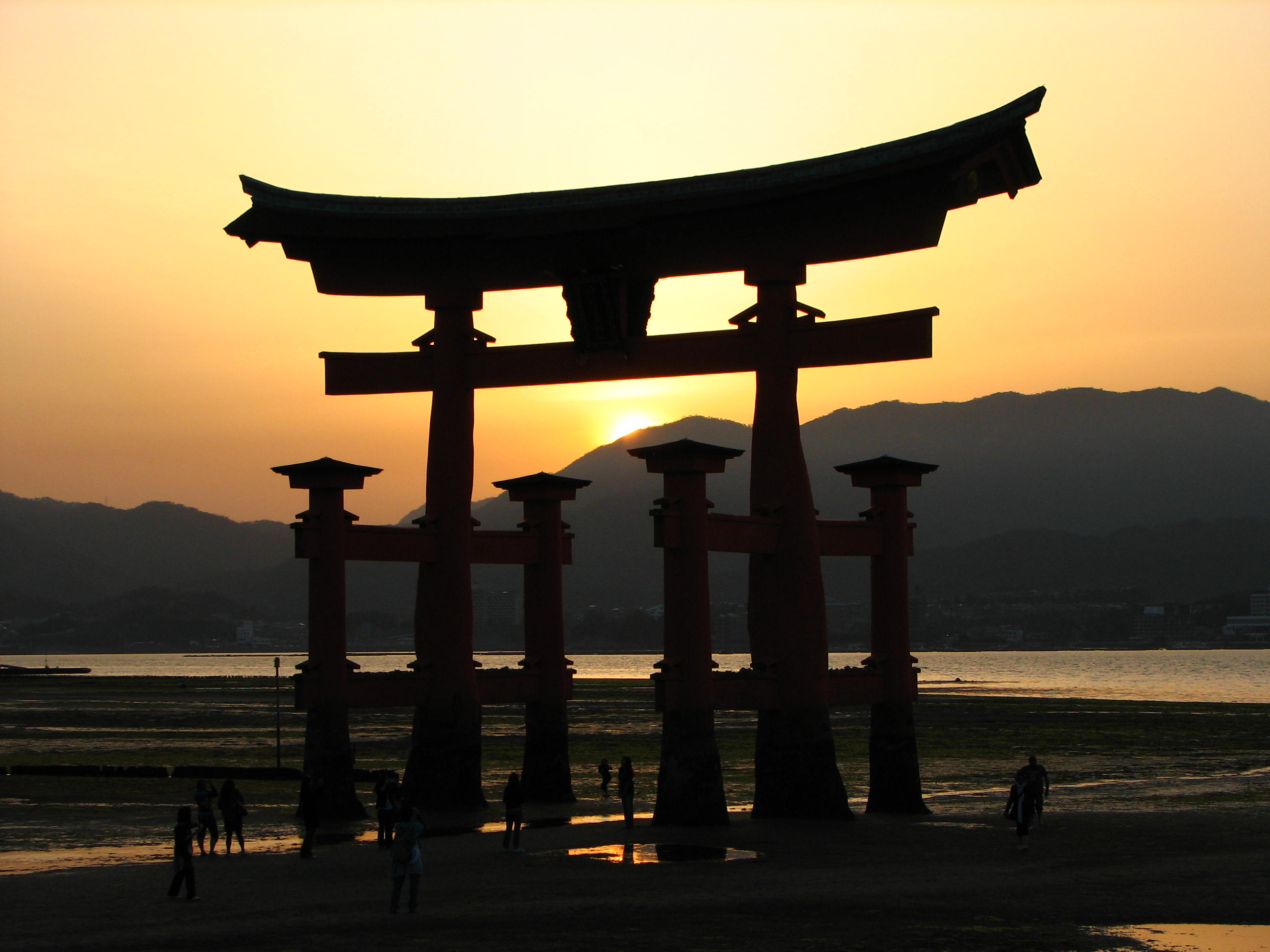
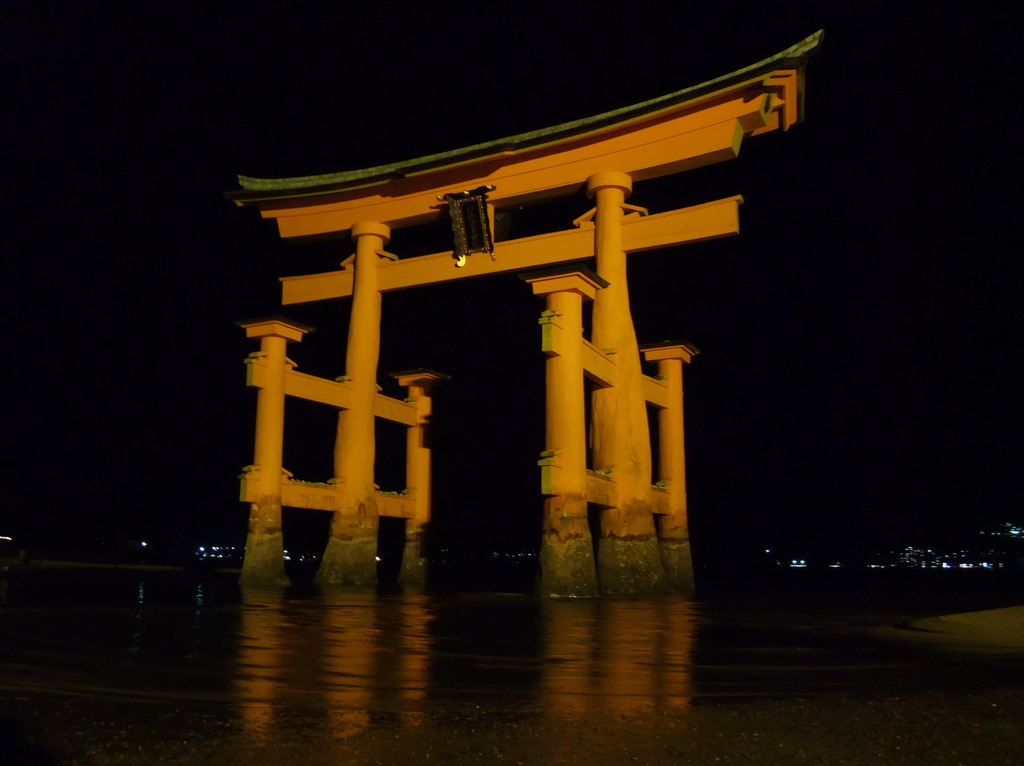
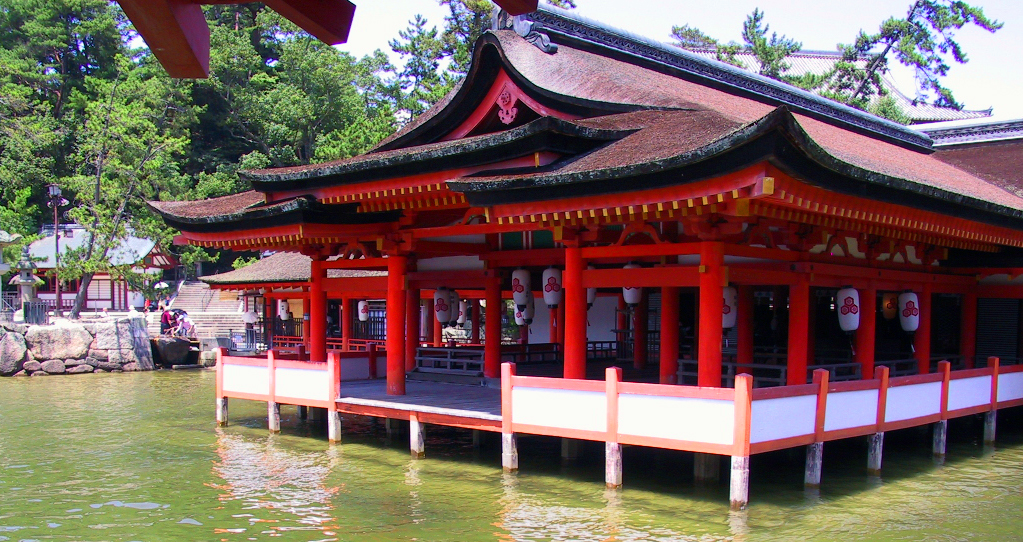
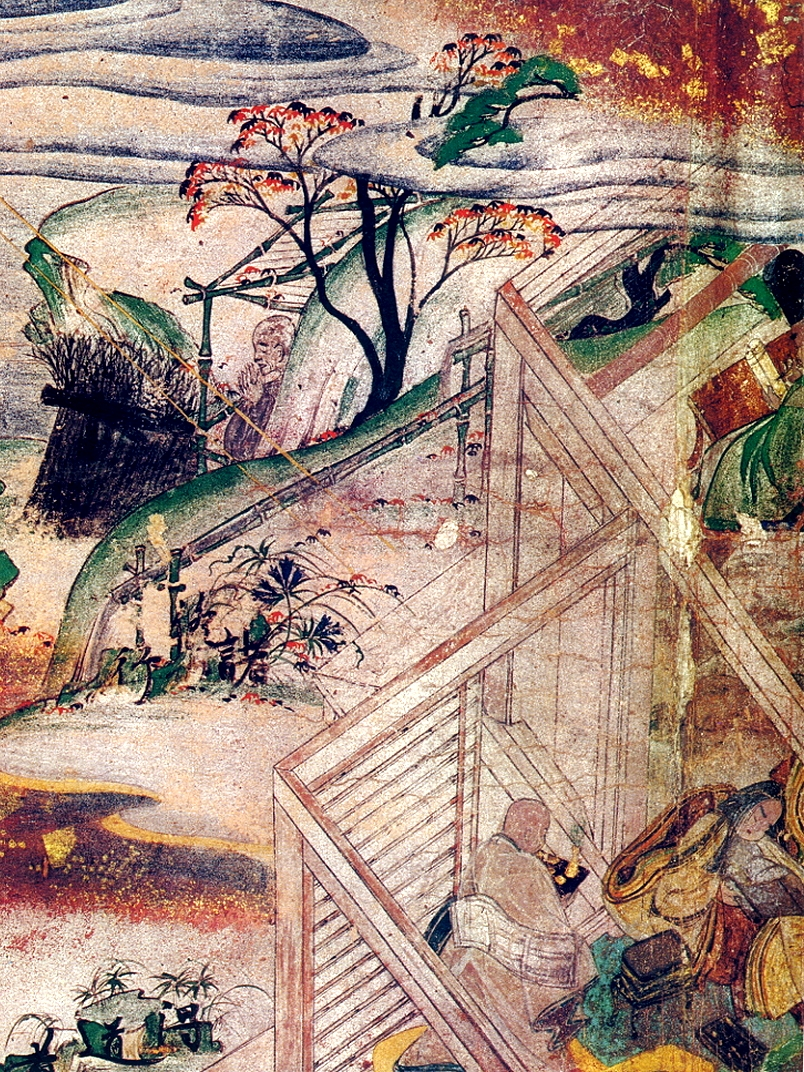
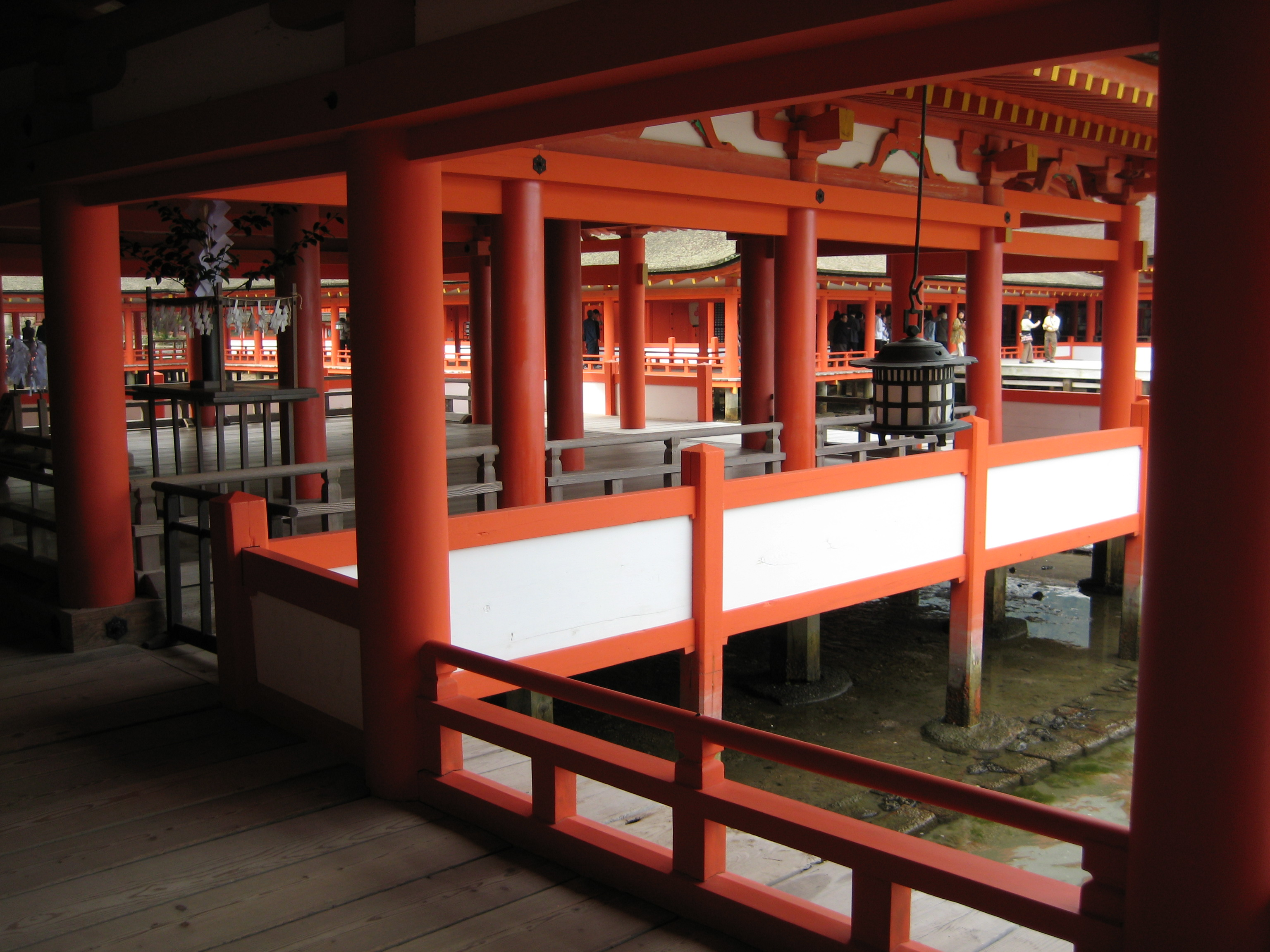